# ستاره دریایی (فیلم ۲۰۲۳)
ستاره دریایی (انگلیسی: Starfish) فیلم هندی رمانتیک هندی-زبان است که در سال ۲۰۲۳ اکران گردید، کارگردان فیلم آخیلش جیسوال بود. تهیه کنندگی فیلم را بوشان کومار تحت نشان تی-سریز پروداکشنز انجام داد. بازیگران اصلی فیلم خوشالی کومار (Khushalii Kumar)، میلیند سمان، توشار خانا و اِهان بات هستند.
فیلم در روز ۲۴ نوامبر ۲۰۲۳ اکران گردید.